# Ali ibn Abi Tálib mecset (Mazár-e Sarif)
A Mazár-e Sarif-i Ali ibn Abi Tálib mecset (népszerű nevén Kék mecset) Mazár-e Sarif városának központjában található, Afganisztán Balh tartománynak északi részén. A „Mazár-e Sarif” név ,,nemes szentélyt˝ jelent, amely szintén arra a tényre utal, hogy a mecset a valódi oka a város létezésének, amely lassan átvette Balh központi szerepét. A többség úgy véli, hogy Alit az iraki Nedzsefben, Imám Ali szentélyében temették el. A legenda szerint azonban a kalifa holttestét Nedzsefből egy titkos síremlékbe helyezték át Balh közelében, amelyet a 12. század elején egy molla fedezett fel. Szandzsar szeldzsuk szultán 1136-ban szentélyt emelt ezen a helyen, amelyet valószínűleg az 1220-as mongol invázió során elpusztítottak. A jelenlegi szentélyt Huszajn Bájqará timurida szultán (1469-1506) építette 1480-81-ben, elősegítve ezzel a város nagymértékű fejlődését és provinciális központtá válását. Évente több százezer zarándok látogat el a városba, hogy lerója tiszteletét a szentélyben. A többször restaurált mecset ma Afganisztán egyik legjelentősebb műemléke, valamint az észak-afganisztáni Noruz-ünnep központja.

## Építészet
A szentély hozzávetőleg  téglalap alakú, és az épület timurida magjában található Ali sírkamrája és a ziáratkhána (زیارتخانه), melynek kék csempézésű kupolája egészen a szentély tetővonala fölé emelkedik. A ziáratkhána egy imádkozás céljára épített előcsarnok a délkeleti oldalon. A nagyobb sírkamra szintén kereszt alakú és egy körülbelül tizenöt méter átmérőjű magas kupola koronázza. Az északkeleti ajtó egy nyolcszögletű kamrába vezet, míg az északnyugati ajtó egy csarnokra nyílik, a délnyugati ajtó pedig egy monumentális oldalportálhoz kapcsolódik.
A szentély külsejét teljes egészében polikróm csempemozaik borítja, és az egész épületen a kék árnyalatú festett csempepanelek dominálnak. Ezeknek a csempéknek a nagy részét felújították vagy lecserélték a 20. századi restaurálások során. A szentély timurida belső terei megőrizték eredeti boltozatukat, epigrafikus díszítésük viszont elsősorban a 19. századból származik. A szentély gazdag kincstárral rendelkezik, amely többek közt a szeldzsuk szentélyből megmaradt márványlapot (táblát) is tartalmazza a következő felirattal: "Ali, Isten oroszlánja".

## Történelem és politikai háttér

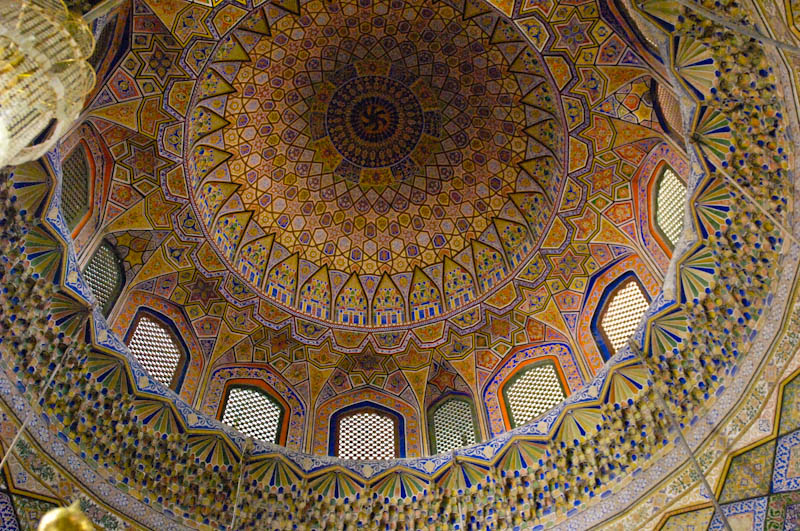
A kupola belseje

### Az Ali szentély eredete Balhban
A mecset működését egy alapítvány, ún. waqf (وقف) tarja fenn, amely általában egy kedvezményezetthez, célhoz vagy tárgyhoz kapcsolódik, a szentély esetében Ali ibn Abi Tálib sírjához. Ali ibn Abi Tálib Mohamed próféta veje volt, továbbá a negyedik kalifa a szunnita iszlámban, valamint az első imám a síita iszlámban. Az írott források szerint annak ellenére, hogy Ali síremlékének helyi hagyománya egy időre elfelejtődött, a 15. században ez a tradíció ismét feléledt. A 15. században a waqf-rendszer egyre inkább elterjedt, mivel a waqf-adományok lehetőséget biztosítottak az alapítóik számára, hogy beleszóljanak a politikai életbe és kimutassák az egyes vallási és politikai irányzatokkal való azonosulásukat. A waqf-rendszer egyaránt szolgálta a politikusok és az értelmiségiek érdekeit és számos előnnyel járt az alapítói és vezetői számára. Huszajn Bájqará két hivatalnokot nevezett ki a szentély és a szentélyhez tartozó waqf-földbirtokok élére, a nagibot és a sajkh-ot. Az első nagib Szajjid Tádzs ad-Dín Andkhudí volt, az első sajkh-i pozíciót pedig Samsz ad-Dín Muhammad töltötte be. 1481-re a szentély, a waqf-birtokok és azok igazgatása is nagyjából felvette azt a formát, amely szerint a következő évszázadokban is működött.

### A waqf és a politikai környezet, 1526-1599
Balh 1526-ban kikerült a timurida fennhatóság alól és Dzsáni Beg appanázsának része lett. A mecset waqf-rendszeréről nem sokat árulnak el a dokumentumok, azonban több forrás is arról számol be, hogy a timuridák egészen 1579-ig rendszeresen elzarándokoltak a mecsetbe. Ez nem meglepő, ha figyelembe vesszük, hogy bár a sajbánida-üzbégek 1505-ben elfoglalták Balhot, 1510-ben a térség ismét timurida kézre került és 1526-ig nem sikerült teljesen visszacsatolni. Balh és a szentély jóval kisebb szerepet töltött be a 16. századi vallási és értelmiségi életben, mint az azt megelőző időben. Herát lett az új intellektuális központ, míg Szamarkand és Buhara a Naqsbandí szúfi rendek központjává váltak, amelyhez a sajbánida-üzbégek szorosan kapcsolódtak. A 16. században a helyi szervezetek megerősödtek, a bürokrácia virágzott, a waqf-birtokokra adót vetettek ki és gyűjtöttek össze belőlük, felügyelték a Királyi Csatorna  (شاهی نهر) működését és védelmezték a szentély kultuszát.

### Balh 1599 és 1647 között
Balh elfoglalása tekinthető a dzsingiszida eredetű tugay-timurida (más néven dzsánida) állam első lényeges eseményének. Ezután a déli városok is mind felajánlották a hűségüket, de a tugay-timurida terjeszkedés 1612-ben véget ért, amikor Dzsáni Muhammad hirtelen elhunyt. Ezt követően a főváros Szamarkandból Buharába került és ezzel két nagy appanázs jelent meg a tágabb térségben, Balh és Buhara.
Wali Muhammad (1605-1611) volt az első tugay-timurida, aki védelmezte a szentélyt és új épületeket épített hozzá és több waqffal ruházta fel (Balh és az Ali szentély közti sugárút, csahárbág a szentélyben, víztároló, szentély épületének a felújitása). A politikai támogatás bizonyos jutalmakkal járt és a jutalmak általában még több politikai támogatást biztosítottak, ezért közös érdek kötötte össze a Balhban uralkodókat a szentély vezetőivel. Wali Muhammad volt emellett az első dzsingiszida uralkodó, akinek a waqf-adományai jelentőséggel bírtak, és mivel több általa adományozott waqf is a perifériákon helyezkedett el, ezért valószínű, hogy Balh fennhatósága a hátországra is kiterjedt.

### Balh és az Ali-szentély 1651 és 1681 között
A 17. század második felére a központi hatalom csökkenése és a helyi (emíri) hatalom megerősödése volt a jellemző. A korábbi appanázs háromfelé oszlott az emíri iktá-rendszer alapján: Sibargán és Majmana nyugaton, Kahmard délen és Kunduz keleten. Az iktá egyfajta politikai és gazdasági alapot biztosított az üzbég emíreknek és követőiknek. Az iktá rendszer a megjelenő emír-államoknak is kedvezett, mint például a Katagán, Ming, Kuráma. Habár a tugay-timuridák lényeges szerepet játszottak a szentély történelmében, nem maradt fenn írásos forrás arról hogy bármikor is adományozók lettek volna. Azonban 1668-ra hét új nem-dzsingiszida alapítványról van tudomásunk, amelyek nagy része üzbég törzsekhez tartozott. Annak ellenére, hogy ezek az alapítványok nem szolgálták azt a célt, hogy a meglévő waqf-birtokokat bővítsék, rámutatnak az üzbég emírek nélkülözhetetlen gazdasági és politikai szerepére Balh területén.

### Az Ali-szentély irányítása
Szubhán Qulí uralkodása (1680-1702) egy viszonylag nyugodt politikai időszaknak számított. Ebben a korszakban egy új tendencia alakult ki, amely a vallási és értelmiségi vezetők felé irányuló hűségben mutatkozott meg. Ezen felül Szubhán Qulí számos létesítményt hozott létre mint például a balhi madrasza vagy az amanábádi csahárbág (díszkert), továbbá a balhi fellegvárat, és az Ali-szentély és Balh között található sugárutat is felújította. A waqf-dokumentumok bizonyítékul szolgálnak az adózás, földbirtokok, a növénytermesztés, a kereskedelem és az adományok viszonyaira. Szubhán Qulí két waqf-alapítványt létesített, az egyik a buharai waqf, a másik pedig a balhi madrasza. A madrasza alapítványa legalább ötször akkora volt mint a buharai síremlék waqf-beruházása. A  költségvetéséért a mutawalli volt a felelős, aki a következő alkalmazottaknak fizetett: imám, könyvtáros, Korán-recitálók, müezzin, borbély, gondnok. A mutawalli és a madrasza tanárainak fizetsége a maradandó bevételek arányos elosztásán alapult.  A megerősítő rendelet fontos fegyvere volt a mutawallinak, aki ezt fel is használta amikor új uralkodó került a trónra vagy amikor a waqf igazgatása átalakult és új mutawalli töltötte be a megüresedett helyet. Egy további fontos irat a mansúr volt, amely a waqf joghatósági területére mutatott rá. A rendelet magába foglalta a szentély adóját is, amelyek a kereskedelemre, mezőgazdaságra, állattenyésztésre vonatkoztak és betekintést nyújtanak a waqf bevételi forrásainak méretére is.

### Balh a 17. század végén
1681-ben, miután  Szubhán Qulí elfoglalta a trónt, nyomban Balh és Buhara összeköttetései felé fordította a figyelmét. Először megpróbált egy hűséges alárendeltet találni, akit Balh élére ültethet mint helyettes kán majd az emírekre próbált támaszkodni mint Balh kormányzóira. Ezt követte a helytartók ideje Balhban, amikor Szubhán Qulí  megváltoztatta a politikáját és arra törekedett, hogy eltörölje a dzsingiszida jelenlétet a városból, ami az üzbég törzsek megerősödését eredményezte. Miután kinevezett egy helytartót Balh élére, aki csupán Buhara kánjának volt alárendelve, a térség politikai helyzete és a waqf rendszer helyzete teljesen megváltozott. Az erősebb emírek próbáltak terjeszkedni és kiterjeszteni a hatalmukat a gyengébb emírek kárára, egyre erősödött a kisebb törzsi csoportosulások szövetsége (Kuráma), és népszerűvé vált az a meggyőződés, hogy Balhban egy dzsingiszida uralkodónak kell kormányoznia. 1696-ban Szálih Khwádzsa töltötte be a dzsingiszida túra (helyi kormányzó) szerepét Balhban, aki Khwádzsa Abu Naszr Párszá leszármzottja volt és a Naqsbandí szúfi rend képviselőihez tartozott. Ez az esemény egy ideális kiegyezésnek tűnik Szubhán Qulí változás iránti vágya és az emír dzsingiszida uralkodó utáni igénye közt. Miután  Szubhán Qulí elfoglalta a bukharai trónt, az emírek szerepe megnőtt a térségben és Balh államvezetése gyakorlatilag három részre oszlott fel: keleten a Katagánok, nyugaton a Mingek, és a központban a Yuz, Kuráma, Katagán, Ming felváltva irányítottak.  Szubhán Qulí halála véget vetett egy korszaknak és 1702-ben Ubajdalláh b. Szubhán Qulí foglalta el a buharai trónt. A későbbiekben Ubajdalláh lett a tugay-timurida ház egyedüli fontos szereplője és sokan Muhammad Mogim üzbég támogatói közül felajánlották a segítségüket Balh ellen. A következő évtizedekben az emírek szerepe jelentősen megnőtt, de a dzsingiszida jelenlét továbbra is létfontosságú volt, ezért Wali Muhammad Kán leszármazottait győzték meg arról, hogy Herátból Balhba jöjjenek. Arab Muhammad az utolsó dzsingiszida uralkodó, akiről a források beszámolnak, Háfiz Núr Muhammad szerint azonban őt még két dzsingiszida követte a trónon, név szerint Dzsingisz Muhammad és Abu'l-Haszan. A 18.század elejére az appanázs rendszer is véget ért, ami súlyos következményekkel járt a waqf-rendszer és az Ali-szentély számára.

### A waqf államapparátusa 1668 és 1738 között
Miután Szubhán Qulí kiadta a mansúr-rendeletet a waqf-igazgatás jogait illetően, a balhi hivatalnokok időről-időre felülvizsgálták a meglévő waqf-határozatot. Ennek kétféle módja volt, az uralkodó vagy egyszerűen lepecsételte a már létező iratot vagy új mellékletet adott ki a rendelethez. Ezek bizonyítékként szolgálnak arról, hogy milyen változások mentek végbe és hogy ki rendelkezett politikai befolyással a térségben. Az iratok pecsétjei több kérdést vetnek fel a waqf irányítói és az államigazgatók közötti kapcsolatokról. A mellékletek továbbá fényt vetnek a szentély működésére és bemutatják a waqf és irányítóinak ellenállását és alkalmazkodóképességét a különféle megszállások alatt. Mindemellett bizonyítékkal szolgálnak arra vonatkozóan is, hogy egy helyi intézmény hogyan volt képes fennmaradni az évszázadok során.

### Balh nádirida megszállása (1737-1747)
1737-ben véget ért a dzsingiszida uralom Balhban és ezzel egy új rendszer vette kezdetét mind a szentély mind pedig a térség számára. Az iráni nádirida megszállás során az irániak a városok élére a saját helytartóikat és kincstárnokaikat ültették és a saját államvezetési rendszerük és követeléseik szerint jártak el a térségben. Balh szerepe Nádir sah uralkodása alatt szemmel láthatóan lecsökkent és nagyban veszített korábbi autonómiájából. Annak ellenére, hogy a nádirida hódítás negatív hatással volt a gazdaságra és ez vélhetően kihatott a waqf-földbirtokokra és az Ali-szentélyre is, a mutawalli (Khwádzsa Ni'mat) próbált együttműködni a nádirida erőkkel.
A korszak egyik legjelentősebb személye Hazrat-i Isán volt, aki messze híres volt csodával határos gyógyító erejéről és  az Ali-szentélyben telepedett le. Ennek hallatán Iszmat Allah Bég kipcsak vezető úgy döntött, hogy kihasználja a Hazrat-i Ishán hírnevét. A kipcsak vezető azt követelte az irániaktól, hogy fejezzék ki hódolatukat Hazrat-i Isán előtt, de az irániak ebbe nem egyeztek bele és lázadás tört ki. Ez kezdetben nagyon hatásosnak bizonyult és a Kipcsak-törzs nyílt csatában győzedelmeskedett az irániak felett, de ezt követően az események gyors fordulatot vettek és a kipcsakok elhatárolódtak a Hazrat-i Isántól, aki magára maradt és nem sokkal később az irániak kivégezték. Az irániak az egész  Kipcsak-törzs felett is elégtételt vettek és hozzávetőleg 6500 kipcsak foglyot lemészároltak. Mindeközben a mutawalli (Khwádzsa Ni'mat Anszárí) mindaddig támogatta a nádiridákat, amíg úgy vélte, hogy az a szentély érdekeit szolgálja, de a kipcsak-felkelés (1741) alatt visszahúzódott és kivárta, hogy az események milyen fordulatot vesznek. A gazdasági és politikai tényezők is kétségkívül közrejátszottak a mutawalli viselkedésében, akinek az elsődleges feladata a szentély jólétének a biztosítása volt. A kipcsak-felkelést és Nádir sah halálát követő időszak kedvezett az üzbégeknek, akik igyekeztek elfoglalni a térséget, miután az irániak kivonultak Balh területéről. Az emíri törzsek számára Balh kiváltképp vonzó volt és még a nádirida hódítás és annak gazdasági hanyatlása után is jelentős politikai központnak számított.

### A szentély-állam megalakulása 1747 után
Miután a nádirida erők kivonultak Balhból, az üzbég frakciók minél inkább terjeszkedni próbáltak a területen, amelyre válaszul a szentély vezetői politikai lépéseket tettek és egy kisebb sereget hoztak létre, hogy megvédjék a waqf-birtokokat. Fokozatosan kiterjesztették a hatalmukat és egy fővárossá alakították a "nemes szentélyt" (Mazár-e Sarif). Az időszakra az afgán katonai elkötelezettség, az üzbég hatalmi harcok, és Balh autonómiáért való küzdelme volt jellemző. A 18. századot a politikai bizonytalanság határozta meg, ezt mutatja az is, hogy a mutawalli (akkortájt Khwádzsa Ni'mat) védeni próbálta  saját pozícióját és a szentély jövedelmét, és nem volt hajlandó megtagadni meglévő kiváltságait. Bár nem tudni, hogy mekkora volt a szentély bürokráciája a 18. században, az bizonyos, hogy több bevételi forrás is a rendelkezésére állt, ami biztosította a fennmaradását. Az 1668-69-es mansúr dokumentum szerint az Anszárí mutawalli a waqfjövedelem 20% -ra volt jogosult. Az Anszárí család ezen jogát még az afgán állam is elismerte és így még a 19. században is az Anszárí család tagja  lehetett a szentély hivatalnokainak nagy része. Összességében megállapíthatjuk, hogy a 18. századot a kisállamok megjelenése és a szentély egyre nagyobb politikai és hadi szerepe határozta meg. Eközben a szentély fokozatosan egyfajta állammá alakult át, amelynek adóalapját a waqfbirtokokból származó jövedelem képezte.

### Mecsetállamtól területi fővárosig  (1849-1889)
Az 1840-80-as években zajló hatalmi harcok és az afgán állam erőszakos terjeszkedése nagyban befolyásolta a szentély fejlődését. A korszak elején a különálló üzbég  emirátusok voltak a meghatározóak, amelyek többnyire védekező politikát folytattak és inkább reagáltak a külső körülményekre mintsem hogy hatalmi harcokba keveredjenek. Bár a kisállamok továbbra is jelen voltak, az afgán állam megerősödése fokozatosan a kisállamok kimúlásához vezetett. Az afgánok idővel elérték, hogy az üzbégek a helyettesükként járjanak el. Erre részben az afgán helyi hatalom bizonytalansága miatt volt szükség, mivel az afgánok egy új – pastu –  nyelvi és etnikai tényezőt képviseltek, másfelől  további expanziós ambícióik voltak. Az afgánok hagyták, hogy az emíri államok (kisállamok) jelképesen együtt létezzenek, de csupán addig amíg ebből hasznot tudtak húzni. A közelebbi emíri államok közé, Balh, Mazár, Akcsa, a távolabbiak közé pedig Maimana, Sibargán, Andkhud, Kunduz, Fajzábád és Herát tartozott. Az afgánok szinte teljes egészében átvették Irán monarchikus rendszerét, amelyben az államigazgatás egy központi szereplő, az emír, majd a sah köré összpontosult. Az egyedüli módosítás a királyi család fogalmának kiterjesztése volt, azonban ez további örökösödési viszályokhoz vezetett az államon belül. A bürokrácia élén a központi igazgatás (diwán-i a'lá) állt, amelyet a vezír irányított. Minden térségben volt egy kormányzó, aki közvetlenül a királynak felelt és az ő feladata volt az adott terület igazgatása.
Abd al-Rahmán emír (1880-1901) az unokatestvérét, Szardár Muhammad Iszháq Kán-t nevezte ki az újonnan megszervezett Turkisztán tartomány kormányzójának. Mindkettejük neve azt sugallja, hogy a Naqsbandi-rend egyik Balhban tevékenykedő alosztályába tartozhattak (Párszáí, Dahpídí, Szálihí). Rengeteg forrás van arra vonatkozólag, hogy a naqsbandizmus vallásilag és politikailag is meghatározó volt a környékben. Abd al-Rahmán a Muhammadzai hagyomány szerint az emír címet használta, de ami  a belpolitikát illeti, abban az iráni királyság hagyományait követte. A helyi emírek hatalma 1889-re teljesen eljelentéktelenedett és Balh térségének átalakulása és beolvadása az afgán államba döntő szerepe volt a szentély politikai és gazdasági fejlődésében. 1869-ben a mecset-állam, amely Mazár-e Sarif néven volt ismert, Turkisztán fővárosa lett. Ebben több tényező is közrejátszott, mint pl. a szentély népszerű zarándokhellyé válása, az afgánok szükségérzete a helyi identitás kialakítására, valamint a város fellendülése. A szentély lassan kötelező zarándokhellyé vált azok számára, akik Turkisztánba látogattak és egyaránt vonzó volt a szunnita afgánoknak és üzbégeknek, és a síita hazaráknak. Egy 1867-ből származó utalás Turkisztán  tartományra mint "Balh és Mazár-e Sarif" szintén alátámasztja a szentély növekvő jelentőségét és Balh-város gazdasági és politikai befolyásának csökkenését, amíg annak már csak egykori hírneve maradt fenn.
A szentély ekkortájt jelentős felújításon esett át. Usztád Számi belekezdett egy négy éves tervbe, amely során a szentélyt kék csempével burkolták be, valamint ő felügyelte a külső kupolák megépítését is. Az afgán kormányzó (Muhammad Alam Kán) hozzáépíttetett egy 33-termes madraszát is, amelyet waqf-birtoknak adományozott. 1877-ben Sirin Dil Kán felújíttatta és csempével burkoltatta be a szentély északi kapuját, azaz a Csahárbág kaput, Abdalláh Turkí pedig a nyugati bejáratot (Nazárgáh) újíttatta fel. A szentély a Muhammadzai korszakban is közkedvelt temetkezési hely maradt, többek közt Dúszt Muhammad emír három fia is itt lelt nyugovóra.

### A waqf az afgán hódítás alatt
A Szaduzai afgánok iráni-indiai igazgatási  módszereket követtek, azaz összetett bürokratikus intézményeket létesítettek, ezek szabályozták a katonaságot, a kincstárat, a bíróságokat, és a rendőrséget. A szadr hivatala volt felelős a waqf megbízható működéséért a Szaduzai államigazgatás alatt. Abd al-Rahmán kiadott egy farmán-rendeletet 1884-85-ben, amelyben kiterjesztette a fennhatóságát az összes waqf birtokra. Ebben a rendeletben megfogalmazta, hogy a bevételt az összes waqf rendszer által működtetett mecset esetében az imámokra, muezzinekre, a mecset személyzetére, valamint a mecset karbantartására kell fordítani. A későbbiekben Abd al-Rahmán egy új tisztséget alapított, név szerint a diwán-i awqaf-t, amelynek a fentebb említett feladatok mellett fel kellett jegyeznie az összes waqf birtokot és gondoskodnia kellett róla, hogy a waqf bevétel az adományozó kívánsága alapján kerüljön elosztásra.
Az afgánok alatt a waqf bevételek kevésbé voltak jelentősek mint a nem-waqf bevételek.A szentély hozzá volt szokva a saját autonómiájához és nem fogadta el rögtön az afgánok politikai hatalmát.  A szentély igazgatása bízott abban, hogy az afgánok megvédik a szentély érdekeit és hagyják,  hogy tovább működjön mint egyfajta vállalati egység. Az afgánok azonban más politikai berendezkedésűek voltak és más nézeteik voltak az állam szerepéről, ezért az afgán uralom jelentős változásokkal járt a szentély szempontjából.

### A szentély és Mazár-e Saríf  városa

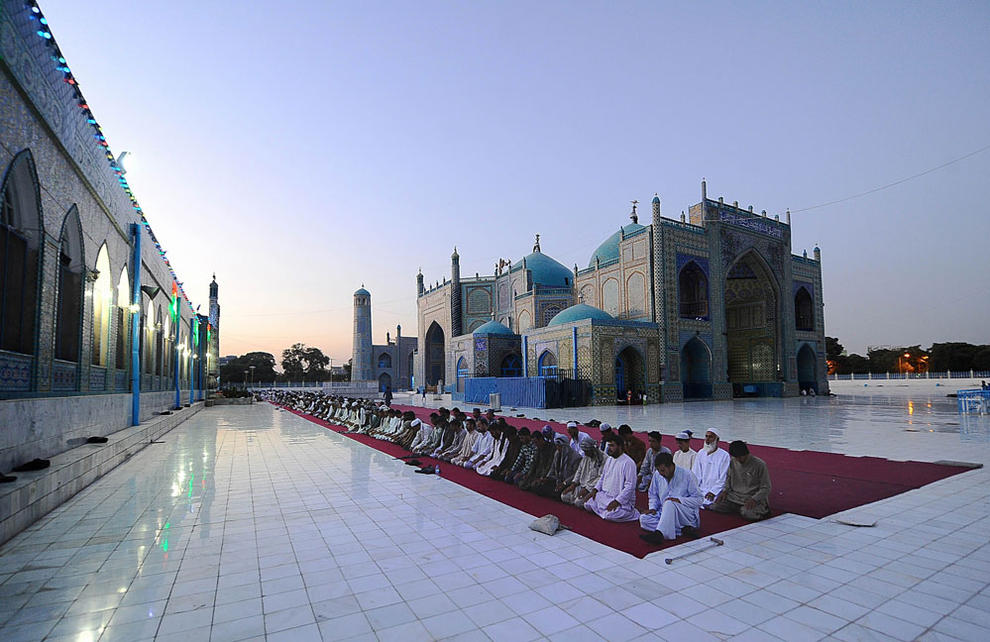
Imádkozó férfiak

A szentély intézményének beolvadása az afgán állam rendszerébe egy lassú és körülményes folyamat részét képezi, amely a 19.században ment végbe. Az elsődleges forrásunk ebből az időszakból az 1889-ből származó farmán, amelyet Abd al-Rahmán adott ki. Ez magába foglalja a szentély nem waqf-alapú birtokokból származó jövedelmét, az Anszárík listáját, akik a jövedelem egy részére voltak jogosultak, egy listát a szentély fizetett tisztviselőiről, és a waqf-birtokok részletes leirását. Az 1889-es farmán   kibocsátásását Muhammad Iszháq Kán megbukott szeparatista mozgalmához lehet kötni. Abd al-Rahmán igyekezete, hogy kiterjessze az ellenőrzését a waqf-birtokokra és azon személyekre, akik annak haszonélvezői voltak, a farmánban is megmutatkozik. Személyes elköteleződése és a waqf megreformálása iránti vágya miatt nem melepő, hogy figyelmét egyből a szentély felé fordította, amint 1889-ben Mazár-e Sarífba érkezett.Ezt tovább erősítette az a tény, hogy gyermekkorában Turkisztánban élt és minden pénteken ellátogatott a szentélybe. Háfiz Núr Muhammad megemlíti, hogy az afgán emír azért nevezte ki önmagát mutawalli-nak, hogy helyrehozza azokat a visszaéléseket, amelyek a szentély waqfjának kezelését érintették. Azonban a farmánban nem találunk arra való utalást, hogy a szentély vezetői visszaéltek volna a hatalmukkal, sokkal valószínűbb, hogy Abd al-Rahmán a kinevezéssel saját ingatag trónjára próbálta  kiterjeszteni a szentély tekintélyét és annak waqf-rendszerét. A szentély megszokott igazgatása továbbra is az Anszárík kezében maradt, azzal a különbséggel, hogy az azt körülvevő város már a helyi kormány felügyelete alatt állt.
Jövedelmek az 1889-es farmán szerint: felajánlás pénz formájában, nem pénzbeli felajánlás (szőnyeg, gilím, arany- és ezüsttárgyak), bérleti díjakból származó bevételek.
Az igazgatás felosztása: a farmán harmadik része bemutatja a tisztségeket a szentélyben és minden tisztviselő keresetét. A szentély igazgatását a következő hivatalokra oszthatjuk fel: 5 fő részleg (amín, názir, kincstárnok, vezető gondnok, kulcsfelelős), 3 alacsonyabb rangú részleg (imámok, müezzinek, kapuőrök, utcaseprő).

#### Amín
Az amín töltötte be a szentély vezető pozícióját az 1889-es farmán szerint. A rendelet szerint 1500 tenge juttatás járt az amínnak, amelyet az állam fizetett ki. A forrás nem említi, hogy havi vagy éves jövedelemről volt szó, de az éves jövedelem valószínűbbnek tűnik. Az amín hivatalát Mírzá Abu'l-Hajj Anszárí töltötte be. A farmánból továbbá megtudjuk, hogy az aminnak 10 főből álló személyzete volt, de a pontos feladatkörük nem derül ki.

#### Názir
A názir feladata az Ali-szentélyben jelenleg bizonytalan, de McChesney feltételezése szerint egyfajta ellenőr feladatkörét tölthette be és ő ellenőrizte az amin kincstári hatalmát. A nazir állami fizetsége 1000 tenge volt és részesedés a felajánlásokból (mint az Anszárík esetében).

#### Szandúqdár
A kincstárnok feladata volt a tőke begyűjtése és elosztása, valamint a  kincstár őrzése, ahol a különféle pénzbevételek voltak tartva (felajánlásokból, waqfból, bérekből). 1889-ben Mirzá Muhammad Kán volt a kincstárnok, aki 500 tenge juttatást kapott az államtól.

#### Farrásbási
A gondnok állását Icsildi Kán töltötte be 1889-ben, aki 800 tenge fizetést kapott. Az ő részlege volt a legnagyobb a szentélyben és 50 dolgozó tartozott alá, akik mind 100-100 tenge fizetést kaptak. Ez a részleg volt felelős a szentély épületeiért, területéért, berendezéséért, felújitásáért és karbantartásáért is.

#### Kilidár
Mullá Bábá Kán. Ez volt a legkisebb részleg, amelynek vezetője 300 tenge fizetséget kapott, a két segédje pedig 80 tenge-t kaptak fejenként.

#### Muharrir és Navíszanda
A jegyző-Mullá Rahmat Alláh volt és az írnok pozícióját Mírzá Nizám al-Dín töltötte be.

#### Imám és a müezzin
Ez volt az egyedüli részleg, amelynek szertartási kötelezettségei voltak és két imámból, két segédimámból, és hat muezzinből állt. A hat müezzin jövedelme fejenként 100 tenge, az imámok fizetsége pedig 450 tenge volt.

#### Darbánán
Hét kapuőrről van tudomásunk akik állami fizetségben részesültek.

#### Csandalán
A részleg vezetője (csandalbási) Muhammad Akrám volt, aki 200 tenge fizetést kapott és az ő felügyelete alatt álló nyolc utcaseprő pedig fejenként 60 tenge juttatásban részesültek.